# La Torre de Montpolt
La Torre de Montpolt és una masia situada al municipi de Lladurs, a la comarca catalana del Solsonès.